# Hippodamia caseyi
Hippodamia caseyi är en skalbaggsart som beskrevs av Johnson 1910. Hippodamia caseyi ingår i släktet Hippodamia och familjen nyckelpigor. Inga underarter finns listade i Catalogue of Life.